# Grassthorpe
Grassthorpe – wieś w Anglii, w hrabstwie Nottinghamshire, w dystrykcie Newark and Sherwood. Leży 36 km na północny wschód od miasta Nottingham i 194 km na północ od Londynu.